# SC Hoegaarden-Outgaarden
SC Hoegaarden-Outgaarden is een Belgische voetbalclub uit Hoegaarden. De club is bij de KBVB aangesloten met stamnummer 3264 en heeft groen-wit als clubkleuren.

## Geschiedenis
In 1926 ontstond in Hoegaarden een club onder de naam Grand-Pont, maar deze werd op het eind van de jaren 30 weer opgedoekt. Begin 1941 ontstond uiteindelijk SC Hoegaarden, dat zich aansloot bij de Belgische Voetbalbond onder stamnummer 3264. In 1991 werd de naam KSC Hoegaarden.
De club bleef de volgende decennia in de provinciale reeksen spelen. In 1999 slaagde KSC Hoegaarden er uiteindelijk voor het eerst in de nationale reeksen te bereiken. In Vierde Klasse eindigde men er echter het eerste seizoen als voorlaatste en na dat ene seizoen zakte de club weer naar de provinciale reeksen.
In 2010 kwam er een fusie met Sporting Outgaarden uit Outgaarden, dat bij de Belgische Voetbalbond was aangesloten met stamnummer 9236 en ook in de provinciale reeksen spelen. De clubnaam werd SC Hoegaarden-Outgaarden (roepnaam SC Out-Hoegaarden) en stamnummer 9236 van het jongere Outgaarden verdween.

## Bekende spelers
De bekendste voetballers die SC Hoegaarden voortbracht zijn Guido Nicolaes (1950), Benjamin Debusschere (1968),Aster Vranckx (2002) en Ameen Al-Dakhil (2001).
- Guido Nicolaes speelde onder andere voor de eerste elftallen van RSC Anderlecht (2x) FC Luik, Beerschot, Olympic Charleroi, KFC Diest en KVK Tienen.

- Benny Debusschere ging op 15-jarige leeftijd van Hoegaarden naar RSC Anderlecht en bracht het daar tot het eerste elftal. Later speelde hij nog voor Seraing, Standard Luik en KV Mechelen. Na zijn sportieve carrière bleef Benny Debusschere verbonden aan zijn moederclub SC Hoegaarden-Outgaarden. Hij is er momenteel samen met Siegi Hendrickx sportief verantwoordelijke en werkt mee aan het jeugdbeleid van de club.

- Aster Vranckx zette zijn eerste stappen op een voetbalveld bij de ‘Brouwers’ alvorens via KVK Tienen en Woluwe-Zaventem bij KV Mechelen te belanden. Daar stootte hij door naar het eerste elftal en werden zijn prestaties beloond met een transfer naar Wolfsburg.

- Ameen Al-Dakhil is geboren in Bagdad en kwam via VS Kortenaken bij de club terecht. Hij belandde later via de jeugd van KVK Tienen, Anderlecht en STVV bij Standard. Nadien trok hij naar het Engelse Burnley waarmee hij in 2022-2023 de titel pakte in de Championship. Hij maakte samen met Aster Vranckx zijn debuut voor de Rode Duivels op 17 juni 2023 in een thuismatch tegen Oostenrijk (1-1).

## Jeugdwerking
Van 1 juli 2013 tot 30 juni 2015 was er een samenwerkingsverband voor de jeugdwerking van SC Out-Hoegaarden met RC Meldert. Vanaf 1 juli 2015 werden de jeugdafdelingen van beide clubs ondergebracht binnen de werking van SC Out-Hoegaarden. Onder de naam Jong Hoegaarden geeft men opleiding aan circa 250 spelertjes.
Jong Hoegaarden behaalde in 2015 twee sterren op de provinciale audit. Sinds 2016-17 speelt de jeugd in de provinciale reeksen. In het seizoen 2022-2023 mocht de club voor het eerst jeugd ploegen afvaardigen op interprovinciaal niveau.

## Resultaten
| Seizoen | Klasse | Klasse | Klasse | Klasse | Klasse | Klasse | Klasse | Klasse | Klasse | Reeks                                                    | Punten                                                   | Opmerkingen                                                                               |
|         | 1A     | 1B     | 1Am    | 2Am    | 3Am    | P.I    | P.II   | P.III  | P.IV   | Vanaf 2016-17 zijn er 3 nationale en 2 regionale niveaus | Vanaf 2016-17 zijn er 3 nationale en 2 regionale niveaus | Vanaf 2016-17 zijn er 3 nationale en 2 regionale niveaus                                  |
| ------- | ------ | ------ | ------ | ------ | ------ | ------ | ------ | ------ | ------ | -------------------------------------------------------- | -------------------------------------------------------- | ----------------------------------------------------------------------------------------- |
| 2016/17 |        |        |        |        |        |        | 4      |        |        | Tweede Prov. Brab. A                                     | 67                                                       | Promotie                                                                                  |
| 2017/18 |        |        |        |        |        | 11     |        |        |        | Eerste prov. Brabant                                     | 36                                                       | Degradatie omdat 4 Brabantse ploegen degraderen uit Nationale                             |
| 2018/19 |        |        |        |        |        |        | 1      |        |        | Tweede Prov. Brab. A                                     | 59                                                       |                                                                                           |
| 2019/20 |        |        |        |        |        | 10     |        |        |        | Eerste prov. Brabant                                     | 30                                                       |                                                                                           |
| 2020/21 |        |        |        |        |        | -      |        |        |        | Eerste prov. Brabant                                     | -                                                        | Seizoen geschrapt wegens Covid-19                                                         |
| 2021/22 |        |        |        |        |        | 13     |        |        |        | Eerste prov. Brabant                                     | 33                                                       |                                                                                           |
| 2022/23 |        |        |        |        |        | 8      |        |        |        | Eerste prov. Brabant                                     | 39                                                       |                                                                                           |
| 2023/24 |        |        |        |        |        | 10     |        |        |        | Eerste prov. Brabant                                     | 41                                                       | Bleef in 1e Provinciale omdat Eendracht Aalst geen licentie kreeg voor Nationaal voetbal. |
| 2024/25 |        |        |        |        |        | 8      |        |        |        | Eerste prov. Brabant                                     | 43                                                       |                                                                                           |
| 2025/26 |        |        |        |        |        |        |        |        |        | Eerste prov. Brabant                                     |                                                          |                                                                                           |